# Diga di Patnos
La diga di Patnos è una diga della Turchia. Si trova nella provincia di Ağrı, sempre nella Turchia.